# Židokřesťanství
Židokřesťanství je poměrně novodobý termín. Zřejmě poprvé ho použil až význačný odborník na počátky křesťanství, Ferdinand Christian Baur (1792–1860), a to ve své rozsáhlé studii z roku 1831. Od té doby se mezi odborníky vede dlouhá diskuze ohledně přesného vymezení tohoto pojmu. Do problematiky vymezování pojmu se zapojili takové osobnosti jako například Hans-Joachim Schöps, Jean Daniélou, Marcel Simon, Bruce John Malina, Stanley Riegl, Robert Murray, Manlio Simonetti, Simon Claude Mimouni, Andrzej Strus a další. Všeobecně však panuje shoda, že výraz „židokřesťanství“ označuje víru prvních generací následovníků Ježíše z Nazareta neboli Ježíše Krista, kteří byli židovského původu. Ti jsou označování jako „židokřesťané“ na rozdíl od věřících z nežidů, kteří jsou označování jako pohanokřesťané.
Problém používání výše uvedených pojmů spočívá v tom, že jako křesťané byli v 1. století poprvé označeni ti učedníci Ježíše Krista, kteří tvořili společenství v Antiochii, přičemž toto společenství bylo tvořeno převážně nežidy. Co se týče židovských učedníků Ježíše Krista, tak ti byli i nadále vnímáni jako židé či příslušníci židovské sekty, která byla někdy specifikována jako nazorejská a jindy o ní bylo mluveno jako o „té cestě“. Ještě i církevní otcové používali pro židovské následovníky Ježíše Krista prosté označení hebrejci a nikoliv „křesťané“. Někdy však církevní otcové mezi skupinami hebrejců věřících v Ježíše Krista rozlišovali a označovali je jako ebionity, elkasaity či nazarény, přičemž je vnímali jako heretiky, kteří se drží Zákona.
Prosper Grech shrnuje odbornou diskuzi ohledně používání pojmu „židokřesťanství“ v podstatě takto: V nejširším slova smyslu by měl termín označovat všechny křesťany, kteří se na víru v Krista obrátili ze židovství. V užším slova smyslu by však měl termín označovat všechny rané křesťany, kteří po svém obrácení i nadále zachovávali velmi přísně Zákon, ale kteří toto zachovávání nevyžadovali po etnokřesťanech. V nejužším slova smyslu by pak měl být termín vyhrazen buď pro ty židokřesťany, kteří spásu podmiňovali obřízkou a tedy zachováváním Zákona podle židovské halachy, nebo ty židokřesťany, kteří navíc odmítali Ježíšovo božství podobně jako ebionité.
Faktem však zůstává, že autor pojmu Ferdinand Christian Baur měl pod pojmem židokřesťanství na mysli petrovské křesťanství, které si zakládalo na spojení židovské náboženské tradice (hl. Tóry) s křesťanskou náboženskou tradicí (evangelii) a vyústilo tak ve spojení židovského Starého zákona s křesťanským Novým zákonem do Bible, zatímco pod pojmem pohanokřesťanství měl na mysli pavlovské křesťanství, které bylo samo o sobě na starozákonní židovské tradici nezávislé, nezakládalo si na ni.